# Duyệt web an toàn của Google
Duyệt web an toàn của Google là một dịch vụ của Google nhằm cảnh báo người dùng khi họ cố gắng điều hướng đến một trang web nguy hiểm hoặc tải xuống các tệp nguy hiểm. Duyệt web an toàn cũng thông báo cho quản trị viên web khi trang web của họ bị các tác nhân độc hại xâm phạm và giúp họ chẩn đoán cũng như giải quyết vấn đề. Biện pháp bảo vệ này hoạt động trên các sản phẩm của Google và được tuyên bố là “cung cấp trải nghiệm duyệt web an toàn hơn trên Internet”. Dịch vụ liệt kê các URL cho tài nguyên web có chứa phần mềm độc hại hoặc nội dung lừa đảo. Các trình duyệt như Google Chrome, Safari, Firefox, Vivaldi (trình duyệt web), Brave và GNOME Web sử dụng các danh sách này từ dịch vụ Duyệt web an toàn của Google để kiểm tra các trang nhằm chống lại các mối đe dọa tiềm ẩn. Google cũng cung cấp API công khai cho dịch vụ.

## Máy khách được bảo vệ
- Trình duyệt web: Google Chrome, Safari, Firefox,  Vivaldi, Brave và GNOME Web.
- Android: Google Play Protect, API Xác thực ứng dụng
- Google Messages
- Google Tìm kiếm
- Google AdSense
- Gmail
- Instagram

## Riêng tư
Google duy trì một API Safe Browsing Lookup, API này có nhược điểm về quyền riêng tư: "Các URL được tra cứu không được băm để máy chủ biết người dùng API đã tra cứu những URL nào". Mặt khác, API Safe Browsing Update so sánh các tiền tố băm 32 bit của URL để bảo vệ quyền riêng tư. Các trình duyệt Chrome, Firefox và Safari sử dụng API Safe Browsing Update.
Duyệt web an toàn cũng lưu trữ tùy chọn cookie bắt buộc trên máy tính.
Duyệt web an toàn của Google "tiến hành kiểm tra phía máy khách. Nếu một trang web có vẻ đáng ngờ, nó sẽ gửi một tập hợp con các thuật ngữ kỹ thuật xã hội và lừa đảo có khả năng được tìm thấy trên trang tới Google để lấy thông tin bổ sung có sẵn từ các máy chủ của Google về việc liệu trang web đó có bị coi là độc hại hay không". Nhật ký bao gồm địa chỉ IP và một hay nhiều cookie được lưu giữ trong hai tuần và được liên kết với các yêu cầu Duyệt web an toàn khác được thực hiện từ cùng một thiết bị.
Trong hầu hết các ứng dụng, ngoại trừ Safari của Apple mà Apple sử dụng hệ thống proxy, API được cài đặt theo cách cho phép Google liên tục lấy địa chỉ IP thực của người dùng. Điều này cho phép Google liên tục theo dõi người dùng một cách chi tiết khi họ điều hướng trên internet, trong khi gửi email đến Tài khoản Gmail hoặc sử dụng các dịch vụ của Google.

## Chỉ trích
Các trang web không chứa phần mềm độc hại đã bị Duyệt web an toàn của Google đưa vào danh sách đen do có quảng cáo bị nhiễm. Để yêu cầu xóa khỏi danh sách đen thì quản trị viên web phải tạo tài khoản Công cụ quản trị trang web của Google và đợi vài ngày để việc xóa có hiệu lực. Cũng có nhiều lo ngại cho rằng Duyệt web an toàn của Google có thể được sử dụng cho các mục đích kiểm duyệt trong tương lai, tuy nhiên điều này vẫn chưa xảy ra.